# Rothia micropales
Rothia micropales är en fjärilsart som beskrevs av Butler 1879. Rothia micropales ingår i släktet Rothia och familjen nattflyn. Inga underarter finns listade.

## Bildgalleri

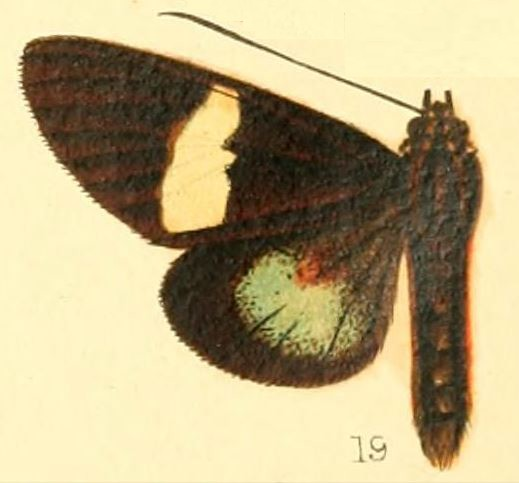